# Michele Vitali
Michele Vitali (Bologna, 31 ottobre 1991) è un cestista italiano, che gioca come guardia.

## Biografia
È fratello minore di Luca, anch'egli cestista.

## Carriera
Cresciuto nelle giovanili della Virtus, ha disputato 3 spezzoni di partita in massima serie nel biennio 2008-2010. Trasferitosi in prestito al Gira Ozzano nel 2010-11, è rientrato a Bologna nel 2011-12, dove ha collezionato altre 3 presenze in campionato.
L'11 ottobre 2012 rescinde con la Virtus e si trasferisce alla limitrofa Biancoblù Basket Bologna.
Ha disputato gli Europei under 20 di Bilbao nel 2011 con l'Italia under 20, conquistando la medaglia d'argento.
Nella stagione 2015-16 vestirà nuovamente la maglia della Virtus Pallacanestro Bologna.
Nella stagione 2016-17 indossa la maglia numero 31 della squadra Germani Brescia Leonessa. Aiutato dai compagni e dal fratello Luca Vitali, ha portato la squadra lombarda a disputare la Coppa Italia, arrivando alla semifinale, persa contro Dinamo Sassari.
Il cestista bolognese a seguito di uno scontro avuto durante una "stoppata" regolare, ha subito un infortunio allo scafoide.
Il 10 luglio 2018 lascia Brescia e suo fratello Luca per firmare un biennale con Andorra.
Il 24 luglio 2019, dopo una lunga trattativa, la Dinamo Sassari ufficializza l'ingaggio del giocatore.
Il 6 agosto 2022, l'agenzia di procuratori Sigma Sport che lo rappresenta, ufficializza il suo passaggio dalla Reyer Venezia alla Pallacanestro Reggiana.

## Statistiche

### Eurocup
| Anno      | Squadra       | PG | PT | MP   | TC%  | 3P%  | TL%  | RP  | AP  | PRP | SP  | PP  |
| --------- | ------------- | -- | -- | ---- | ---- | ---- | ---- | --- | --- | --- | --- | --- |
| 2018-2019 | Andorra       | 20 | 7  | 22,0 | 40,3 | 32,9 | 63,9 | 2,4 | 2,0 | 0,7 | 0,0 | 7,8 |
| 2021-2022 | Reyer Venezia | 12 | 9  | 22,2 | 44,3 | 41,7 | 100  | 2,3 | 1,8 | 1,2 | 0,0 | 8,4 |
| Carriera  | Carriera      | 32 | 16 | 22,1 | 41,7 | 36,3 | 76,4 | 2,4 | 1,9 | 0,9 | 0,0 | 8,0 |

### Nazionale
| Cronologia completa delle presenze e dei punti in Nazionale - Italia | Cronologia completa delle presenze e dei punti in Nazionale - Italia | Cronologia completa delle presenze e dei punti in Nazionale - Italia | Cronologia completa delle presenze e dei punti in Nazionale - Italia | Cronologia completa delle presenze e dei punti in Nazionale - Italia | Cronologia completa delle presenze e dei punti in Nazionale - Italia | Cronologia completa delle presenze e dei punti in Nazionale - Italia | Cronologia completa delle presenze e dei punti in Nazionale - Italia |
| Data                                                                 | Città                                                                | In casa                                                              | Risultato                                                            | Ospiti                                                               | Competizione                                                         | Punti                                                                | Note                                                                 |
| -------------------------------------------------------------------- | -------------------------------------------------------------------- | -------------------------------------------------------------------- | -------------------------------------------------------------------- | -------------------------------------------------------------------- | -------------------------------------------------------------------- | -------------------------------------------------------------------- | -------------------------------------------------------------------- |
| 13/04/2014                                                           | Ancona                                                               | Italia                                                               | 76 - 59                                                              | World Stars                                                          | All Star Game                                                        | 4                                                                    |                                                                      |
| 25/07/2014                                                           | Skopje                                                               | Montenegro                                                           | 84 - 86                                                              | Italia                                                               | Torneo amichevole                                                    | 0                                                                    |                                                                      |
| 26/07/2014                                                           | Skopje                                                               | Macedonia                                                            | 56 - 63                                                              | Italia                                                               | Torneo amichevole                                                    | 3                                                                    |                                                                      |
| 03/08/2014                                                           | Trieste                                                              | Italia                                                               | 74 - 71                                                              | Canada                                                               | Torneo amichevole                                                    | 0                                                                    |                                                                      |
| 04/08/2014                                                           | Trieste                                                              | Italia                                                               | 99 - 71                                                              | Bosnia ed Erzegovina                                                 | Torneo amichevole                                                    | 3                                                                    |                                                                      |
| 05/08/2014                                                           | Trieste                                                              | Italia                                                               | 80 - 71                                                              | Serbia                                                               | Torneo amichevole                                                    | 0                                                                    |                                                                      |
| 17/08/2014                                                           | Cagliari                                                             | Italia                                                               | 90 - 60                                                              | Svizzera                                                             | Qual. Euro 2015                                                      | 1                                                                    |                                                                      |
| 27/08/2014                                                           | Bellinzona                                                           | Svizzera                                                             | 65 - 80                                                              | Italia                                                               | Qual. Euro 2015                                                      | 3                                                                    |                                                                      |
| 17/06/2016                                                           | Trento                                                               | Italia                                                               | 78 - 48                                                              | Rep. Ceca                                                            | Torneo amichevole                                                    | 0                                                                    |                                                                      |
| 18/06/2016                                                           | Trento                                                               | Italia                                                               | 87 - 58                                                              | Cina                                                                 | Torneo amichevole                                                    | 0                                                                    |                                                                      |
| 23/02/2018                                                           | Treviso                                                              | Italia                                                               | 80 - 62                                                              | Paesi Bassi                                                          | Qual. Mondiali 2019                                                  | 0                                                                    | [ 5 ]                                                                |
| 26/02/2018                                                           | Cluj-Napoca                                                          | Romania                                                              | 50 - 101                                                             | Italia                                                               | Qual. Mondiali 2019                                                  | 16                                                                   | [ 6 ]                                                                |
| 28/06/2018                                                           | Trieste                                                              | Italia                                                               | 72 - 78                                                              | Croazia                                                              | Qual. Mondiali 2019                                                  | 4                                                                    | [ 7 ]                                                                |
| 01/07/2018                                                           | Groninga                                                             | Paesi Bassi                                                          | 81 - 66                                                              | Italia                                                               | Qual. Mondiali 2019                                                  | 6                                                                    | [ 8 ]                                                                |
| 14/09/2018                                                           | Bologna                                                              | Italia                                                               | 101 - 82                                                             | Polonia                                                              | Qual. Mondiali 2019                                                  | 0                                                                    | [ 9 ]                                                                |
| 17/09/2018                                                           | Debrecen                                                             | Ungheria                                                             | 63 - 69                                                              | Italia                                                               | Qual. Mondiali 2019                                                  | 1                                                                    | [ 10 ]                                                               |
| 29/11/2018                                                           | Brescia                                                              | Italia                                                               | 70 - 65                                                              | Lituania                                                             | Qual. Mondiali 2019                                                  | 3                                                                    | [ 11 ]                                                               |
| 25/02/2019                                                           | Klaipėda                                                             | Lituania                                                             | 86 - 73                                                              | Italia                                                               | Qual. Mondiali 2019                                                  | 22                                                                   | [ 12 ]                                                               |
| 30/07/2019                                                           | Trento                                                               | Italia                                                               | 88 - 60                                                              | Romania                                                              | Torneo amichevole                                                    | 7                                                                    | [ 13 ]                                                               |
| 08/08/2019                                                           | Verona                                                               | Italia                                                               | 111 - 54                                                             | Senegal                                                              | Torneo amichevole                                                    | 15                                                                   | [ 14 ]                                                               |
| 10/08/2019                                                           | Verona                                                               | Italia                                                               | 72 - 54                                                              | Venezuela                                                            | Torneo amichevole                                                    | 0                                                                    | [ 15 ]                                                               |
| 20/02/2020                                                           | Napoli                                                               | Italia                                                               | 83 - 64                                                              | Russia                                                               | Qual. Euro 2022                                                      | 15                                                                   | [ 16 ]                                                               |
| 23/02/2020                                                           | Tallinn                                                              | Estonia                                                              | 81 - 87                                                              | Italia                                                               | Qual. Euro 2022                                                      | 22                                                                   | [ 17 ]                                                               |
| 30/11/2020                                                           | Tallinn                                                              | Russia                                                               | 66 - 70                                                              | Italia                                                               | Qual. Euro 2022                                                      | 2                                                                    | [ 18 ]                                                               |
| 19/02/2021                                                           | Perm'                                                                | Italia                                                               | 101 - 105 dts                                                        | Estonia                                                              | Qual. Euro 2022                                                      | 24                                                                   | [ 19 ]                                                               |
| 21/02/2021                                                           | Perm'                                                                | Macedonia del Nord                                                   | 87 - 78                                                              | Italia                                                               | Qual. Euro 2022                                                      | 11                                                                   | [ 20 ]                                                               |
| 20/06/2021                                                           | Amburgo                                                              | Germania                                                             | 91 - 79                                                              | Italia                                                               | Torneo amichevole                                                    | 8                                                                    | [ 21 ]                                                               |
| 01/07/2021                                                           | Belgrado                                                             | Italia                                                               | 90 - 83                                                              | Porto Rico                                                           | Qual. Olimpiadi 2021                                                 | 3                                                                    | [ 22 ]                                                               |
| 03/07/2021                                                           | Belgrado                                                             | Italia                                                               | 79 - 59                                                              | Rep. Dominicana                                                      | Qual. Olimpiadi 2021                                                 | 8                                                                    | [ 23 ]                                                               |
| 04/07/2021                                                           | Belgrado                                                             | Serbia                                                               | 95 - 102                                                             | Italia                                                               | Qual. Olimpiadi 2021                                                 | 0                                                                    | [ 24 ]                                                               |
| 25/07/2021                                                           | Saitama                                                              | Germania                                                             | 82 - 92                                                              | Italia                                                               | Olimpiadi 2021 - Fase a gironi                                       | 3                                                                    | [ 25 ]                                                               |
| 28/07/2021                                                           | Saitama                                                              | Italia                                                               | 83 - 86                                                              | Australia                                                            | Olimpiadi 2021 - Fase a gironi                                       | 6                                                                    | [ 26 ]                                                               |
| 31/07/2021                                                           | Saitama                                                              | Italia                                                               | 80 - 71                                                              | Nigeria                                                              | Olimpiadi 2021 - Fase a gironi                                       | 0                                                                    | [ 27 ]                                                               |
| 03/08/2021                                                           | Saitama                                                              | Italia                                                               | 75 - 84                                                              | Francia                                                              | Olimpiadi 2021 - Quarti di finale                                    | 3                                                                    | [ 28 ]                                                               |
| 29/11/2021                                                           | Milano                                                               | Italia                                                               | 75 - 73                                                              | Paesi Bassi                                                          | Qual. Mondiali 2023                                                  | 7                                                                    | [ 29 ]                                                               |
| 24/02/2022                                                           | Hafnarfjörður                                                        | Islanda                                                              | 107 - 105 dts                                                        | Italia                                                               | Qual. Mondiali 2023                                                  | 22                                                                   | [ 30 ]                                                               |
| 27/02/2022                                                           | Bologna                                                              | Italia                                                               | 95 - 87                                                              | Islanda                                                              | Qual. Mondiali 2023                                                  | 17                                                                   | [ 31 ]                                                               |
| 25/06/2022                                                           | Trieste                                                              | Italia                                                               | 71 - 90                                                              | Slovenia                                                             | Amichevole                                                           | 0                                                                    | [ 32 ]                                                               |
| 11/11/2022                                                           | Pesaro                                                               | Italia                                                               | 84 - 88 dts                                                          | Spagna                                                               | Qual. Mondiali 2023                                                  | 8                                                                    | [ 33 ]                                                               |
| 14/11/2022                                                           | Tbilisi                                                              | Georgia                                                              | 84 - 85                                                              | Italia                                                               | Qual. Mondiali 2023                                                  | 11                                                                   | [ 34 ]                                                               |
| 22/11/2024                                                           | Reykjavík                                                            | Islanda                                                              | 71 - 95                                                              | Italia                                                               | Qual. Euro 2025                                                      | 10                                                                   | [ 35 ]                                                               |
| 25/11/2024                                                           | Reggio Emilia                                                        | Italia                                                               | 74 - 81                                                              | Islanda                                                              | Qual. Euro 2025                                                      | 10                                                                   | [ 36 ]                                                               |
| Totale                                                               |                                                                      | Presenze                                                             | 42                                                                   |                                                                      | Punti                                                                | 278                                                                  |                                                                      |

## Palmares

### Club

#### Competizioni nazionali
- Liga catalana: 1

Andorra: 2018
- Supercoppa italiana: 1

Dinamo Sassari: 2019

#### Nazionale
- Europei Under-20:

 Spagna 2011